# 彭水根
彭水根（1953年11月—），湖北黄石人，生于江西乐平，中共政治人物、中共党員、軍事人物、中國人民解放軍少將。
2004年，任陆军第12集团军参谋长。2006年8月，任福建省军区司令员。2008年2月，任江西省军区司令员。2004年7月，晋升少将军衔。2010年4月－2014年3月，任上海警备区司令員。